# Educació en català

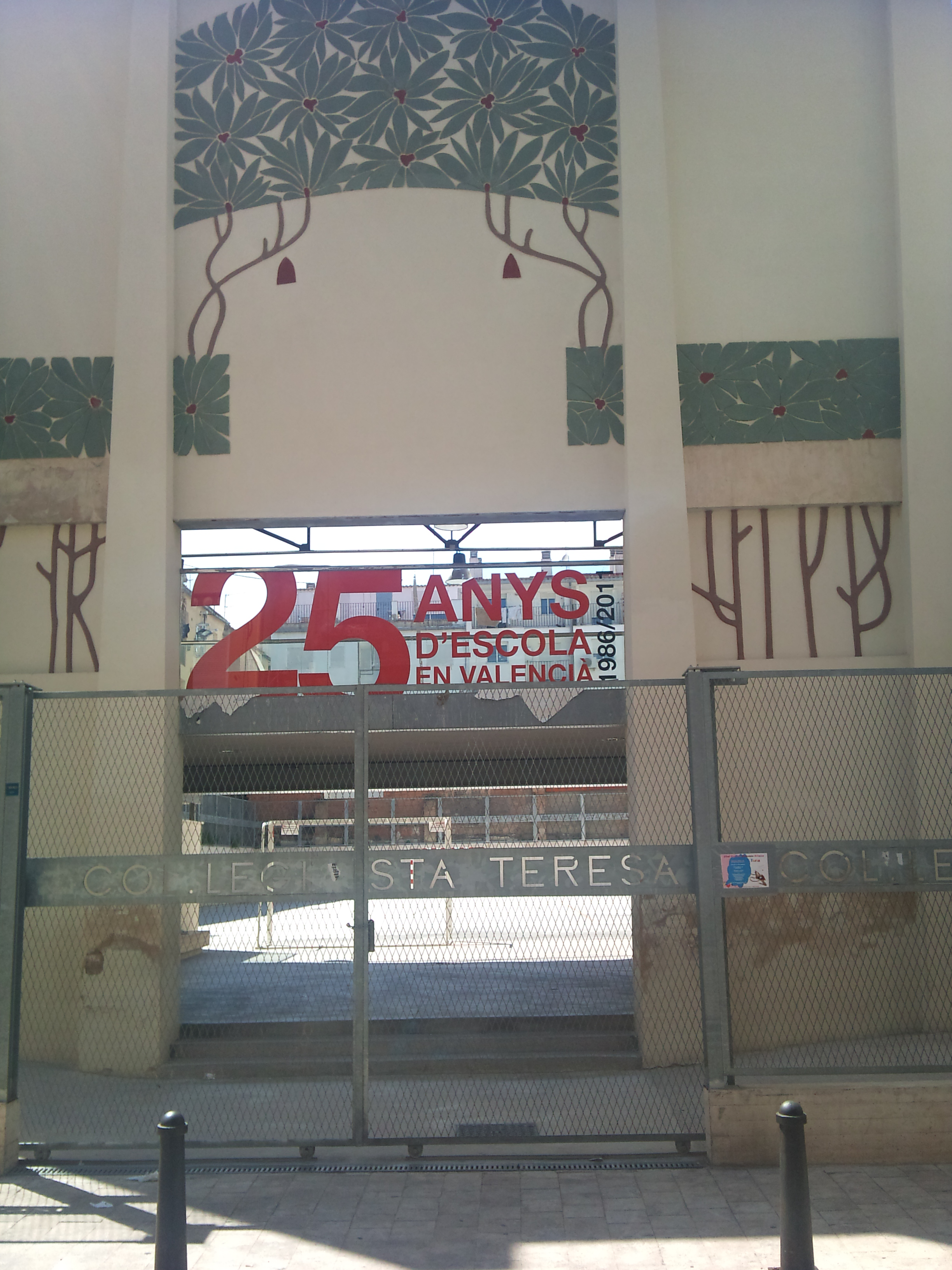
El Col·legi Santa Teresa del Barri del Carme de València, adornat amb motiu del 25è aniversari de les trobades d'escoles en valencià.

L'educació en català fa referència a l'ensenyament impartit parcialment o totalment en llengua catalana. Aquest model educatiu, desenvolupat principalment a Catalunya, les Illes Balears i el País Valencià, ha estat històricament influït per factors polítics, socials i culturals. L'educació en català té les seves arrels en les primeres iniciatives pedagògiques del segle XIX i s'ha consolidat com a eina essencial per a la normalització lingüística des del final del franquisme i l'inici de la democràcia.
Amb la democràcia es va recuperar la llengua catalana en l'àmbit educatiu. No obstant això, la introducció del català a les aules va ser molt desigual segons el territori. Així, mentre que a Catalunya i a les Illes Balears s'ha adoptat un model lingüístic segons el qual el català és la llengua vehicular principal, al País Valencià s'ha seguit un model radicalment diferent en el qual els pares poden triar, en teoria, la llengua d'escolarització dels fills.

## Aproximació històrica
El català va ser apartat de l'àmbit educatiu entre els segles xvii i XX, a mesura que els diversos estats en què la llengua és parlada van imposar l'educació obligatòria en les respectives llengües estatals. No obstant això, els diferents sectors socials del país sempre han estat conscients que l'ensenyament és un àmbit decisiu tant per al progrés del país com per a la vitalitat de la llengua, de manera que les demandes d'introduir el català en l'ensenyament i les queixes pel bandejament van ser freqüents al llarg de tot aquest període.
La situació va començar a canviar, sobretot a Catalunya, a partir del segle xx, amb l'avenç del catalanisme polític, primer de la mà de la Mancomunitat de Catalunya i després de la Generalitat republicana. El ministre de la Segona República Espanyola, Marcelino Domingo, va permetre l'ús de la llengua catalana en l'educació primària amb el Decret de 29 d'abril de 1930. Efectivament, l'Estatut d'Autonomia de Catalunya de 1932 va introduir per primer cop l'ensenyament del català i en català a tots els nivells de l'ensenyament. Tot i que el període autonòmic va ser molt curt (fins l'ocupació de Catalunya per les tropes franquistes el 1939), la seva obra va assentar les bases que permetrien que, dècades més tard, sectors de professionals de l'ensenyament mantinguessin la llengua catalana, fins i tot en plena dictadura franquista, quan la llengua era prohibida i el seu ús perseguit.
El 1933 l'Ermita de Sant Pau d'Albocàsser va ser on va aparèixer l'ensenyament del valencià. A l'estiu es reuniren "quatre destacats mestres com Carles Salvador, Enric Soler i Godes, Antoni Porcar i Candel i Francesc Boix Senmartí; 24 estudiants d'entre 8 i 13 anys, tots nens".
La recuperació de la democràcia i de cert grau d'autonomia als territoris catalanòfons inclosos al regne d'Espanya va permetre la recuperació de la llengua en l'àmbit educatiu, un exemple que va ser estímul per a la resta del domini lingüístic. Ara bé, la recuperació ha estat molt desigual arreu del territori i la fragmentació territorial i administrativa fa que avui la posició del català al món educatiu variï enormement segons l'indret al qual es faci referència.

## Per territoris

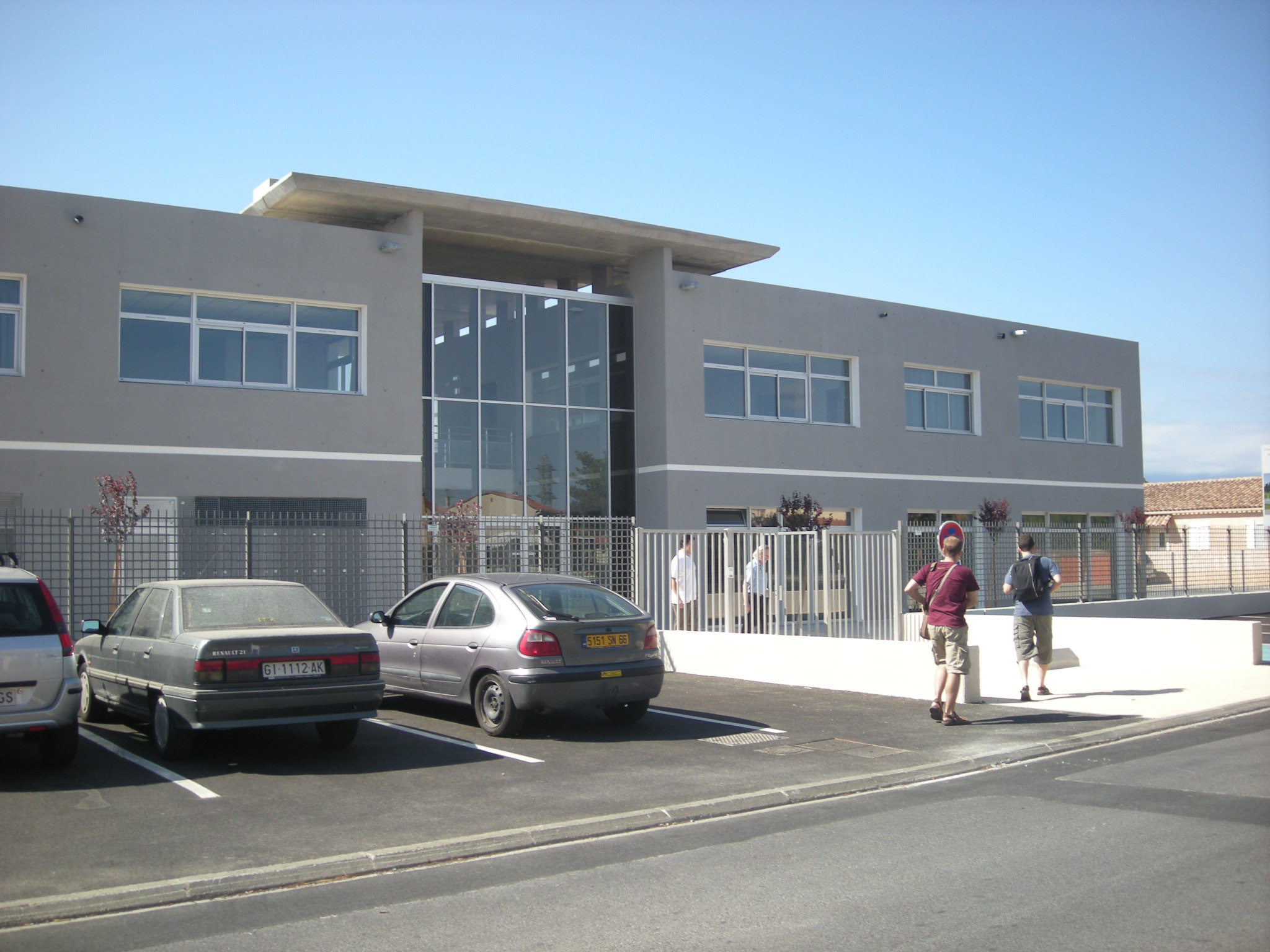
Institut de secundària de La Bressola, a El Soler, a la Catalunya Nord.

En termes generals, pot afirmar-se que la introducció del català com a assignatura es va consumar, si més no a Catalunya, País Valencià i Illes Balears, durant la transició democràtica espanyola. De fet, tots els estatuts d'autonomia i les primeres lleis lingüístiques van prestar una atenció especial a l'aprenentatge i l'ús educatiu del català, ja que es va assentar el principi que calia que tota la població fos competent en les dues llengües oficials per evitar desigualtats o fractures socials per raons de llengua. Ara bé, els models lingüístics escolars desenvolupats a cada territori són força diferents entre si.

### Catalunya
A Catalunya s'ha configurat un model lingüístic unitari que té el català com a llengua vehicular principal conegut com a «model de conjunció», a partir de la base que «totes les persones tenen dret a rebre l'ensenyament en català» i aquesta llengua «s'ha d'utilitzar normalment com a llengua vehicular i d'aprenentatge en l'ensenyament universitari i en el no universitari», tal com diu l'article 35 de l'Estatut d'Autonomia de Catalunya de 2006. El model de conjunció pretén impedir la segregació escolar per motius lingüístics, tot i que reconeix el dret a rebre els primers ensenyaments en català i castellà i reconeix el dret de l'alumnat que s'incorpora tardanament al sistema escolar català a rebre suport lingüístic si el català no és la llengua d'expressió. Lògicament, aquest model exigeix que els mestres i professors puguin expressar-se en qualsevol de les dues llengües oficials a Catalunya. Per garantir aquest punt, el 1991 es va aprovar una llei que regulava l'accés al sector educatiu i que exigia als professionals de l'ensenyament un nivell de català i castellà que els permetés desenvolupar la tasca professional d'acord amb la legislació vigent.

### Illes Balears

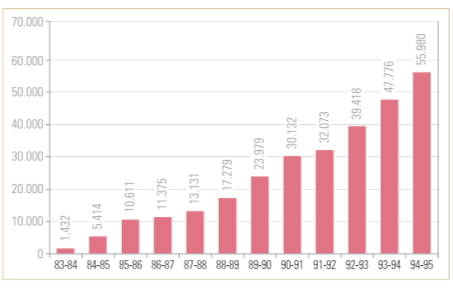
Evolució d'alumnes d'ensenyament en valencià al País Valencià, EGB 1983-1995 (AVL).

El model lingüístic escolar vigent a les Illes Balears segueix de prop el model de Catalunya, per bé que la presència del castellà hi és una mica més important com a llengua vehicular.

### País Valencià
La presència del valencià al sistema educatiu de la Comunitat Valenciana ha presentat diferències en funció dels dos territoris diferenciats en la Llei 4/1983, de 23 de novembre, d'ús i ensenyament del valencià, el de predomini lingüístic valencià i el de predomini lingüístic castellà. El valencià gaudix de l'estatus de llengua pròpia de la Comunitat Valenciana i de llengua cooficial en la Comunitat Valenciana d'acord amb els articles 6.1 i 6.2 de l'Estatut d'Autonomia de la Comunitat Valenciana de 2006.
Des de l'any 1561, com a mínim, hi ha disposicions municipals sobre l'organització pedagògica en diverses viles de l'antic Regne de València. L'ús del valencià, durant el període foral, no hi devia tindre una altra finalitat que facilitar l'aprenentatge del llatí. A partir del Decret de Nova Planta del Regne de València (29 de juny de 1707) se va imposar el castellà com a única llengua d'aprenentatge reforçat progressivament amb mesures repressives cap a l'ús del valencià en l'àmbit estrictament escolar.
A les primeries del segle XX tenen lloc campanyes de reivindicació de la llengua en l'ensenyament, com les dutes a terme per Carles Salvador (1893-1955). Entre finals de 1918 i principis de 1919 naix a València l'Agrupació Nacionalista Escolar, associació d'estudiants que reivindica la llengua en el món universitari. Este moviment a favor de l'ensenyament en valencià se concreta en la creació d'una càtedra de Valencià a l'Institut d'Idiomes de la Universitat de València —encomanada al pare Lluís Fullana (1871-1948)— i l'aprovació en l'Ajuntament de València d'una moció en què se sol·licitava l'ensenyament del valencià a l'escoles que d'este en depenien.
Amb l'adveniment de la II República espanyola, fou quan una nova Constitució (1931) va permetre l'ensenyament de les llengües dites «regionals» (art. 50). Fon durant la República quan alguns mestres de la Societat Castellonenca de Cultura fundaren la Colònia Escolar Valencianista(1933) en l'ermita de Sant Pau d'Albocàsser. Eixe any, Pasqual Asins (1896-1948), promotor de l'Associació Protectora de l'Ensenyança Valenciana (1934). presentava el Primer Llibre per a Infants, el primer llibre dedicat a l'aprenentatge de la llengua des d'una concepció moderna. El 15 de juny fon inaugurada l'Escola en Llengua Valenciana a València. El 9 de febrer de 1937, a iniciativa de la Conselleria de Cultura del Consell Provincial Valencià, se fundava l'Institut d'Estudis Valencians, el primer organisme valencià amb competències normativitzadores.
Després del franquisme, l'ensenyament en valencià comença a implantar-se amb la Llei d'Ús i Ensenyament del Valencià de 1983. Es partix d'un model anomenat de "doble línia", en què els pares poden triar entre valencià i castellà com a llengües vehiculars i programes mixtes. L'administració sovint ha oferit places d'ensenyament en valencià per sota de la demanda. La Generalitat Valenciana intenta per primera vegada superar el model de línies amb el Decret de Plurilingüisme de 2017, de manera que cada centre escolar oferisca un únic model lingüístic. Inicialment, 54% dels centres de la xarxa pública i concertada escolliren llengua vehicular en valencià; 30%, els programes mixtes; i 13%, en castellà. Tanmateix, el decret fou anul·lat el mateix any pel Tribunal Superior de Justícia de la Comunitat Valenciana.

### Altres territoris del domini lingüístic
La posició de la llengua catalana a la resta del domini és igualment complexa. A Andorra, un estat marcat per la presència de molta població immigrant i passavolant, hi coexisteixen diversos sistemes educatius: l'Escola Andorrana pública, amb el català com a llengua principal i una forta presència del francès com a L2; les escoles congregacionals, amb el català com a llengua vehicular; el sistema espanyol, amb el castellà com a llengua docent; i el sistema francès, amb escoles que funcionen en aquest idioma. A la Franja de Ponent, en canvi, el català no és més que una assignatura optativa en el marc d'una escola totalment castellanitzada. A l'Alguer i la Catalunya del Nord, per la seva banda, hi coexisteixen la docència del català com a assignatura optativa i algunes iniciatives d'educació en català en règim d'immersió total o parcial.
Els models lingüístics escolars dels territoris catalanòfons s'han vist sacsejats per les onades migratòries de la dècada de 1990 i 2000. Aquestes onades han modificat la composició demogràfica de l'alumnat, fins al punt que en una dècada s'ha passat de menys de l'1% d'alumnat estranger a més del 12%. Les necessitats específiques d'aquest nou alumnat han motivat tot un seguit d'iniciatives, com ara les «aules d'acollida», destinades a facilitar l'aprenentatge de llengua catalana i la incorporació ràpida i personalitzada de l'alumnat nouvingut al centre. L'any 2007, a Catalunya hi havia un total de 1.081 aules (636 a primària, 347 a secundària i 91 en centres concertats).

## Món universitari
Les universitats segueixen grosso modo el mateix model lingüístic del territori on es troben. Així, a Catalunya i les Illes, hi ha poca tendència a establir línies lingüístiques i l'alumnat assisteix a classes en català o en castellà segons la llengua triada pel professorat. Això sí, d'acord amb l'article 35 de l'Estatut de Catalunya, «el professorat i l'alumnat dels centres universitaris tenen dret a expressar-se, oralment i per escrit, en la llengua oficial que escullin». Les últimes dades oficials publicades pel Departament d'Universitats de Catalunya explicaven que el percentatge de grups de classe impartits en català es distribuïa de manera desigual: Universitat de Barcelona, 66,4%; Universitat Autònoma de Barcelona, 61,8%; Universitat Politècnica de Catalunya, 59,4%; Universitat Pompeu Fabra, 66,3%; Universitat de Girona, 80%; Universitat de Lleida, 53,05%; Universitat Rovira i Virgili, 64,9%; Universitat Oberta de Catalunya, 71,4%; Universitat Ramon Llull, 75,8%; Universitat de Vic, 84%; Universitat Internacional de Catalunya, 44%; i Universitat Abat Oliba, 32%. Aquests percentatges són orientatius i sovint la presència del català canvia en funció del tipus d'ensenyament. Així, en ensenyaments de grau la presència del català és més alta que en postgraus i màsters, on la major presència d'alumnat estranger ha motivat més oferta de cursos impartits en llengua castellana i una incipient oferta de docència en llengua anglesa.
Al País Valencià els percentatges d'ús del català en àrees no lingüístiques al 2016 eren: Universitat de València, 34,3%; Universitat Jaume I, 20,26%; Universitat d'Alacant, 7,13%; Universitat Politècnica de València, 6,54%; i Universitat Miguel Hernández, 0%.
Per fomentar l'ús de la llengua catalana en el món universitari, l'any 1994 tretze universitats de territoris catalanoparlants signaven a la ciutat de Morella (País Valencià) l'acta de constitució de la Xarxa Vives d'Universitats, que actualment ja n'agrupa vint-i-una. En total, això representa un col·lectiu de més de 440.000 persones, entre estudiants, professorat i personal no docent. L'objectiu d'aquesta xarxa és potenciar les relacions entre els diversos territoris catalanoparlants en els àmbits cultural i lingüístic. Entre els diversos serveis que la xarxa ofereix al públic, hi ha ajuts a la mobilitat interuniversitària, una biblioteca virtual i un portal de recursos lingüístics.
L'any 2010 el català s'impartia a 180 universitats al món. L'any 2012 eren 162 les universitats que impartien llengua i literatura catalanes. Alemanya era el país amb més universitats amb aquests ensenyaments (26), seguida per França (23), els Estats Units d'Amèrica (22), el Regne Unit (21) i Itàlia (13). A Espanya eren 10 les universitats on s'impartien aquests estudis. L'any 2015 es duien a terme estudis de llengua i literatura catalanes en 147 universitats arreu del món.